# Aaron McCusker
Aaron McCusker (n. Portadown, Condado de Armagh; 26 de noviembre de 1978) es un actor británico conocido por interpretar el papel de Jamie Maguire de la serie de televisión Shameless. Actualmente vive en Hale, Trafford.

## Filmografía

### Cine y televisión
- Murder (2002)
- The Ticking Man (2003)
- Ultimate Force (2002)
- The Ticking Man (2003)
- The Rotter's Club (2005)
- The Bill (2006)
- Demons (2009)
- Shameless (2007-2013)
- Shooting for Socrates (2014)
- Final Score (2018)
- Incoming (2018)
- Bohemian Rhapsody (2018)
- Caroline (2020)
- Marcella (2020)
- Nightride (2021)
- Hope Street (2021-presente)